# West Turin
West Turin es un pueblo ubicado en el condado de Lewis en el estado estadounidense de Nueva York. En el año 2000 tenía una población de 1,674 habitantes y una densidad poblacional de 6 personas por km².

## Geografía
West Turin se encuentra ubicado en las coordenadas 43°35′0″N 75°27′49″O / 43.58333, -75.46361.

## Demografía
Según la Oficina del Censo en 2000 los ingresos medios por hogar en la localidad eran de $ 35,150 y los ingresos medios por familia eran $41,618. Los hombres tenían unos ingresos medios de $32,065 frente a los $21,838 para las mujeres. La renta per cápita para la localidad era de $15,538. Alrededor del 16.4% de la población estaban por debajo del umbral de pobreza.